# Tiscali Mobile

Tiscali Mobile

Tiscali Mobile è un operatore virtuale di telefonia mobile italiano di proprietà di Tiscali.
Lanciato il 25 marzo 2009 come ESP MVNO, Tiscali Mobile si appoggia alla rete di TIM e utilizza per le numerazioni delle sue SIM il prefisso 370-1.
L'offerta Tiscali Mobile è disponibile in versione prepagata e postpagata, per clienti privati o business ed è sottoscrivibile sia sul sito dell'operatore sia presso i punti vendita Tiscali presenti sul territorio nazionale.
Nel mese di dicembre 2019 viene gradualmente attivato il servizio di rete 4G.
Dal 13 giugno 2022, è stata avviata la progressiva dismissione della rete 3G, che viene pertanto interamente sostituita dalla più prestante rete 4G, ulteriormente potenziata con la progressiva abilitazione del sistema che consente di gestire le chiamate voce sulla rete 4G, tramite la nuova tecnologia VoLTE.
Il 13 maggio 2024 viene lanciata la prima offerta abilitata alla rete 5G.

## Clienti
Al 30 giugno 2022, Tiscali Mobile ha registrato circa 270.400 clienti.
Nel 2024 registra 348,5 mila clienti.